# Рендалл Парк
Рендалл Парк (правильно Пак, англ. Randall Park нар. 23 березня 1974) — американський актор, комік та сценарист. Найбільш відомий роллю Кім Чен Ин у фільмі «Інтерв'ю» (2014) та роллю Луїса Хуанга в телесеріалі «Труднощі асиміляції» (2015—2020), за яку він двічі був номінований на телевізійну премію «Вибір телевізійних критиків». Він брав участь у проєктах Marvel Cinematic Universe «Людина-мураха та Оса» та телесеріалі «ВандаВіжн» як агент ФБР Джиммі Ву, а також у фільмі DC Extended Universe «Аквамен» як доктор Стівен Шін.

## Ранні роки
Народився 23 березня 1974 року в сім'ї корейських мігрантів у Лос-Анджелесі, штат Каліфорнія, і виріс у західному Лос-Анджелесі. Його мати була бухгалтером Каліфорнійського університету, а батько — власником фотоательє.
Парк закінчив програму з гуманітарних наук середньої школи Гамільтона. Він здобув ступінь бакалавра з англійської мови та копірайтинга, а також ступінь магістра з азіатсько-американських студій. Ще студентом, у 1995 році, Парк став співзасновником найбільшої та найдовше працюючої на території кампусу азійської театральної компанії «Lapu, the Coyote that Cares», тепер відомої як LCC Theatre Company. Він був студентом-добровольцем для офіційної благодійної організації UCLA, UCLA UniCamp, під назвою «CareMoose».

## Кар'єра

### Кіно та телебачення
Парк дебютував як головний герой Джоель у короткометражному фільмі «Дракон кохання» 2003 року, який виграв нагороду «Найкращий короткометражний фільм» на Гавайському міжнародному кінофестивалі 2003 року. Він знімався у художніх фільмах, таких як «Ларрі Краун», «Вечеря з придурками» та «5 років майже одружені». Він виступав у різних незалежних кінопроєктах, таких як Квентін Лі з людьми, з якими я спав (2009). Він співавтор та знявся у художньому фільмі American Fusion (2005).
Парк виступив у гостях у телевізійних шоу, серед яких «Спільнота», «Угамуй свій запал», «Новенька», «Офіс», «Швидка допомога», "CSI: Місце злочину», «Чотири королі», «Лас-Вегас», «Доктор Хаус», «АйКарлі», «Мертва справа», «Проєкт „Мінді“» та «Рsно 911!» Він з'явився як Мартін Фуканага в Supah Ninjas і був учасником акторської ролі на MTV 'Wild' n Out. У 2007 році він регулярно виступав як актор у реаліті-шоу «На лоті».
У 2014 році Парк зіграв представника компанії, який намагався вербувати студентів у фільмі «Сусіди». Він також грав у головній ролі в комедії Джейсона Сегеля та Камерона Діаса «Секс-відео», яка призвела до того, що його зняли в «Інтерв'ю» (2014), де він зобразив Кім Чен Ина.
Парк зіграв повторюваного персонажа, губернатора штату Міннесота Денні Чунга у комедії HBO «Віцепрезидент». Він з'явився як Джефф у серіалі приквелу 2015 року для Netflix, «Спекотне американське літо: Перший день табору». У 2015 році він також з'явився в першому повнометражному фільмі Wong Fu Productions — «Все перед нами».
З лютого 2015 року Парк разом із Констанс Ву знявся як Луїс Хуанг, глава китайсько-американської сім'ї, в телевізійному шоу ABC «Труднощі асиміляції» (за мотивами мемуару Едді Хуанга, «Fresh Off the Boat: Memoir»), сценаристкою та продюсеркою стала Наначка Хан, а виконавчим продюсером — Джейк Касдан. Він був першим актором, який виступав у шоу, і продюсери звернулися до нього ще до запомлення відотного епізоду.
У 2015 році Парк з'явився в музичному відео Емінема «Phenomenal» разом з Джоном Малковичем, а також зіграв роль колеги героїні Емі Шумер у фільмі «Дівчина без комплексів». Того ж року він зіграв у фільмах «Шульга» (у ролі Джеда Ванга) та «Ніч перед похміллям».
У 2016 році Парк з'явився у фільмі «Новорічний корпоратив», а у 2017 році у комедіях «Операція «Казино»» та «Горе-митець». Він також озвучував персонажа в анімаційному фільмі «Lego Фільм: Ніндзяго».
У 2018 році Парк зіграв роль агента ФБР Джиммі Ву у фільмі Marvel Studios «Людина-мураха та Оса», Парк повернувся до ролі Ву в серіалі «ВандаВіжен» на Disney+. Він також зіграв доктора Стівен Шін у фільмі «Аквамен» розширеного всесвіту DC.
29 травня відбулася прем'єра фільму «Ти — мій сумнів», у якому Парк зіграв головну роль, режисерками фільму стали Наначка Хан та Елі Вонг. Парк також виступив у ролі співсценариста фільму разом з Вонг та Майклом Голамко.

### Театр
Під час відвідування Університету Каліфорнії в Лос-Анджелесі (UCLA), Парк став співзасновником театральної компанії — азіатсько-американського театрального колективу коледжу, створеного, щоб забезпечити азійсько-тихоокеанських акторів «місцем для написання, постановки та гри у власних творах». Він приписує свій досвід роботи з LCC за те, що він викликав бажання займатися діяльністю професійно. Насправді фільм «Завжди будь моїм» був написаний трьома колишніми членами ЛКК, роблячи те, що ми робили ще в 1995 році, і це було написання власного матеріалу ".
У 90-х роках Парк почав зв'язуватися з гравцями Східного Заходу (EWP), найстарішим азійсько-тихоокеанським театром у США. Він продовжує брати участь з театральною компанією до теперішнього часу і публічно висловив свою підтримку театру під час донорської кампанії EWP у 2018 році. Він був удостоєний премії Visionary від EWP разом із колегою американського актора Кен Дженом на 51-й річниці Visionary Awards & Silent Auction.

### Написання та режисура
У 2005 році Парк був співавтором та знявся у художньому фільмі «Американський фьюжн» режисера Френка Ліна, який здобув нагороду глядачів на Міжнародному кінофестивалі Гаваїв Він також створив, режисуру, написав та знявся у кількох коротких інтернет-серіалах для «Телеканалу 101», серед яких «Доктор Чудес», «Їжа» та «Німий професор».
У 2013 році він написав та знявся в серіалі для телеканалу 101, де показав свою доньку дитини під назвою Baby Mentalist. У форматному конкурсному форматі телеканалу 101 для вебсерій, Baby Mentalist був визнаний номером один самим часом будь-якого шоу в той час, закінчившись шістьма серіями у 2013 році.
Парк написав короткометражний фільм Blueberry, який отримав нагороду за найкращого актора на кінофестивалі NBC Shortcuts Film Short. Він був удостоєний премії нових письменників Коаліції азійських Тихоокеанських регіонів (CAPE) за свій пілотний сценарій телебачення «The Erasists».
Парк також був співавтором художнього фільму з Алі Вонгом та Майклом Голамко під назвою «Завжди будь моїм», режисеркою якого стала Наначка Хан, і який побачив світ у 2019 році.

### Рекламні ролики та робота в Інтернеті
Парк був представлений в рекламних роликах HBO Go, Ally Financial та рекламному ролику Дроїд День батька 2011 року. Він грає «власника догляду за собачками» у друкованій та інтернет-кампанії для Чейз Банку, яка вийшла в ефір на початку 2015 року.
Парк був показаний у короткометражному фільмі Wong Fu Productions, «Надто швидко як Брендон», вебсеріалі «Додому, де Ганс» як вітчим, так і як Рендалл у своєму першому повнометражному фільмі «Все перед нами» (2015).
Парк був представлений курсом ділової етики HUR750 «Повага на робочому місці».

## Особисте життя
Парк одружений з Джі Су Парк. Вони мають одну дочку і живуть у долині Сан-Фернандо.

## Фільмографія

### Актор
| Рік       |    | Українська назва                               | Оригінальна назва                                                               | Роль                                       |
| --------- | -- | ---------------------------------------------- | ------------------------------------------------------------------------------- | ------------------------------------------ |
| 2025      | ф  | Ені-Бені                                       | Eenie Meanie                                                                    | Лео                                        |
| 2023      | мс | Блакитноокий самурай                           | англ. Blue Eye Samurai                                                          | Хейдзі Шіндо                               |
| 2023      | ф  | Абсолютний убивця                              | Totally Killer                                                                  | шериф Денніс Лім                           |
| 2023      | ф  | Бродяги                                        | Strays                                                                          | Гантер                                     |
| 2023      | ф  | Аквамен і загублене королівство                | Aquaman and the Lost Kingdom                                                    | д-р Стівен Шин                             |
| 2023      | ф  | Людина-мураха та Оса: Квантоманія              | Ant-Man and the Wasp: Quantumania                                               | Джиммі Ву                                  |
| 2021      | с  | ВандаВіжн                                      | WandaVision                                                                     | Джиммі Ву (5 епізодів)                     |
| 2020      | мс |                                                | Adventure Time: Distant Lands                                                   | Г'юґо (голос, 1 епізод)                    |
| 2020      | с  | Американський тато!                            | American Dad!                                                                   | лікар (голос, 1 епізод)                    |
| 2020      | ф  | Дівчина з долини                               | Valley Girl                                                                     | директор Еванс                             |
| 2015—2020 | с  | Труднощі асиміляції                            | Fresh Off the Boat                                                              | Луїс Хуан (116 епізодів)                   |
| 2018—2020 | с  | Кінь БоДжек                                    | BoJack Horseman                                                                 | голоси, 2 епізоди                          |
| 2020      | с  | Медична поліція                                | Medical Police                                                                  | Клевіс Кім (4 епізоди)                     |
| 2019      | с  |                                                | Human Discoveries                                                               | голос, 1 епізод                            |
| 2019      | ф  |                                                | Straight Up                                                                     | Воллес                                     |
| 2019      | ф  |                                                | Always Be My Maybe                                                              | Маркус                                     |
| 2019      | ф  | Божевільна парочка                             | Long Shot                                                                       | Бос                                        |
| 2018      | ф  | Аквамен                                        | Aquaman                                                                         | д-р Стівен Шин                             |
| 2018      | с  | Тварини                                        | Animals.                                                                        | Ніколай (голос, 1 епізод)                  |
| 2018      | тф |                                                | Art Prison                                                                      | Рендалл                                    |
| 2018      | с  | П'яна історія                                  | Drunk History                                                                   | Джамуха (1 епізод)                         |
| 2018      | ф  | Людина-мураха та Оса                           | Ant-man and The Wasp                                                            | Джиммі Ву                                  |
| 2014—2018 | с  | Робоцип                                        | Robot Chicken                                                                   | Кім Чен Ин та інші голоси (2 епізоди)      |
| 2018      | кф | Холістай                                       | Staycation                                                                      | офіцер поліції Гейл                        |
| 2018      | мс | Гарячі вулиці                                  | Hot Streets                                                                     | Донован Кім (голос, 1 епізод)              |
| 2017      | с  | Чи хочети ви побачити мертве тіло?             | Do You Want to See a Dead Body?                                                 | Рендалл Парк (1 епізод)                    |
| 2017      | ф  |                                                | Dismissed                                                                       | пан Шелдон                                 |
| 2017      | мф | Lego Фільм: Ніндзяго                           | The Lego Ninjago Movie                                                          | черлідер Чень (голос)                      |
| 2017      | ф  | Горе-творець                                   | The Disaster Artist                                                             | актор                                      |
| 2017      | ф  | Операція «Казино»                              | The House                                                                       | хлопець з Волл-стріт                       |
| 2012—2017 | с  | Віцепрезидент                                  | Veep                                                                            | Денні Чун (13 епізодів)                    |
| 2017      | ф  | Безсоромна мандрівка                           | Snatched                                                                        | Майкл                                      |
| 2017      | с  | Енджі Трайбека                                 | Angie Tribeca                                                                   | д-р Моро (1 епізод)                        |
| 2017      | ф  | Шістьдесят ярдів                               | The 60 Yard Line                                                                | пасткар                                    |
| 2017      | с  | Кохання                                        | Love                                                                            | Томмі (2 епізоди)                          |
| 2017      | тф | (спецвипуск)                                   | Michael Bolton's Big, Sexy Valentine's Day Special                              | Блейр                                      |
| 2017      | с  |                                                | Drive Share                                                                     | пасажир / брат Джулі (2 епізоди)           |
| 2016      | кф | Чому Санта азіат?                              | Why Is Santa Asian?                                                             | батько Лілі                                |
| 2016      | ф  | Новорічний корпоратив                          | Office Christmas Party                                                          | Фред                                       |
| 2016      | с  |                                                | Bajillion Dollar Propertie$                                                     | Ґріґ (1 епізод)                            |
| 2016      | с  |                                                | CC: Social Scene                                                                | Дідлі Нудлмен (1 епізод)                   |
| 2016      | с  | Прихована Америка з Джоною Реєм                | Hidden America with Jonah Ray                                                   | Ден Лін (1 епізод)                         |
| 2016      | с  | Доктор Кен                                     | Dr. Ken                                                                         | Гері Чон (1 епізод)                        |
| 2016      | кф |                                                | Everything Before Us: Randall                                                   | Рендалл                                    |
| 2016      | с  | Дитяча лікарня                                 | Childrens Hospital                                                              | Джем'янг (1 епізод)                        |
| 2016      | с  |                                                | Idiotsitter                                                                     | Генк (1 епізод)                            |
| 2016      | ф  | Голлери                                        | The Hollars                                                                     | д-р Фонг                                   |
| 2015      | кф |                                                | Springbrook                                                                     | Сеймур                                     |
| 2015      | ф  | Ніч перед похміллям                            | The Night Before                                                                | Бос                                        |
| 2015      | ф  | Причепа                                        | The Meddler                                                                     | офіцер Лі                                  |
| 2015      | ф  | Мікаель                                        | Mikael                                                                          | Шон                                        |
| 2015      | с  | Гаряче американське літо: Перший день у таборі | Wet Hot American Summer: First Day of Camp                                      | Джефф (4 епізоди)                          |
| 2015      | ф  | Дівчина без комплексів                         | Trainwreck                                                                      | Брайсон                                    |
| 2015      | с  |                                                | Scheer-RL                                                                       | Емінем (1 епізод)                          |
| 2010—2015 | с  | Спільнота                                      | Community                                                                       | кримінальний бос / Рендал Парк (2 епізоди) |
| 2015      | ф  |                                                | Amigo Undead                                                                    | Кевін Островський                          |
| 2015      | ф  |                                                | Everything Before Us                                                            | Рендалл                                    |
| 2015      | с  |                                                | Spurs Special Forces                                                            | Ману Гінобілі (1 епізод)                   |
| 2014      | с  |                                                | Newsreaders                                                                     | Клевіс Кім (3 епізоди)                     |
| 2014      | ф  | Інтерв'ю                                       | The Interview                                                                   | президент Кім                              |
| 2013—2014 | с  | Проєкт «Мінді»                                 | The Mindy Project                                                               | д-р Колін Лі (3 епізоди)                   |
| 2014      | с  |                                                | Fishbowls Are Definitely My Thing                                               | детектив Чун (1 епізод)                    |
| 2014      | ф  | Секс-відео                                     | Sex Tape                                                                        | Едвард                                     |
| 2014      | ф  |                                                | Awesome Asian Bad Guys                                                          | Рендалл                                    |
| 2013—2014 | с  |                                                | CollegeHumor Originals                                                          | 2 епізоди                                  |
| 2014      | ф  | Сусіди                                         | Neighbors                                                                       | Реп                                        |
| 2014      | ф  | Вони прийшли разом                             | They Came Together                                                              | Мартінсон                                  |
| 2013      | кф | Ісус — мій другий пілот                        | Jesus is My Co-Pilot                                                            | Танк                                       |
| 2013      | кф | Брумшакалака                                   | Broomshakalaka                                                                  | Марк                                       |
| 2013      | с  |                                                | Profiles in Excellence                                                          | Філ Ма (1 епізод)                          |
| 2013      | кф | Запасний план                                  | Plan B                                                                          | Дейв                                       |
| 2013      | с  | Нам потрібна допомога                          | We Need Help                                                                    | І-Джей                                     |
| 2013      | с  | Нью-йоркські історії                           | New York Stories                                                                | Руді Джуліані (1 епізод)                   |
| 2013      | в  |                                                | Whistle While I Work It                                                         | сутенер                                    |
| 2013      | с  | Містер Бокс-офіс                               | Mr. Box Office                                                                  | Ларрі Кун (1 епізод)                       |
| 2013      | с  | Маркіс проти                                   | Markees vs.                                                                     | Дрейн (1 епізод)                           |
| 2013      | кф | Мене звати Асіро                               | My Name Is Asiroh                                                               | Ідріс                                      |
| 2011—2013 | с  | Супа-ніндзі                                    | Supah Ninjas                                                                    | Мартін Фуканаґа (27 епізодів)              |
| 2013      | кф | Напад спогадів                                 | Flashbackattack                                                                 | батько Крістіни                            |
| 2013      | с  | Малюк-менталіст                                | Baby Mentalist                                                                  | детектив поліції Чун                       |
| 2012      | кф | Коли вам буде зручно                           | At Your Convenience                                                             | Рендалл Бенг                               |
| 2012      | кф | Початковий рівень                              | Entry Level                                                                     | Цзунь                                      |
| 2012      | тф | Слухай дідуся, Енді Лін                        | Listen to Grandpa, Andy Ling                                                    | Енді Лін                                   |
| 2012      | с  | Скетчик                                        | Sketchy                                                                         | 1 епізод                                   |
| 2012      | с  |                                                | Ground Game                                                                     | Білл Хан                                   |
| 2012      | с  | Офіс                                           | The Office US                                                                   | азійський Джим Голперт (1 епізод)          |
| 2012      | с  |                                                | Slanted                                                                         | Кай (1 епізод)                             |
| 2012      | ф  | Люди, з якими я спала                          | The People I've Slept With                                                      | Милий, але нудний хлопець                  |
| 2012      | с  | Машина на ім'я Ванда                           | A Car Called Wanda                                                              | Річард (1 епізод)                          |
| 2012      | с  |                                                | YOMYOMF Short List                                                              | Білл                                       |
| 2012      | ф  | 5 років майже одружені                         | The Five-Year Engagement                                                        | Мін                                        |
| 2012      | с  | Новенька                                       | New Girl                                                                        | Вілл (1 епізод)                            |
| 2012      | с  |                                                | Home Is Where the Hans Are                                                      | Ендрю                                      |
| 2011      | кф |                                                | Love, NY                                                                        | Джордж                                     |
| 2011      | ф  | Ларрі Краун                                    | Larry Crowne                                                                    | стажист Вонг (1 епізод)                    |
| 2011      | с  |                                                | Random Comedies                                                                 | Джо (1 епізод)                             |
| 2010—2011 | с  | Світлана                                       | Svetlana                                                                        | д-р Парк (3 епізоди)                       |
| 2011      | с  |                                                | A Series of Unfortunate People                                                  | 3 епізоди                                  |
| 2011      | ф  | Добрий лікар                                   | The Good Doctor                                                                 | клерк                                      |
| 2011      | ф  |                                                | Our Footloose Remake                                                            | Рен Маккормак                              |
| 2011      | с  | CSI: Місце злочину                             | CSI: Crime Scene Investigation                                                  | Скотт Кацу (1 епізод)                      |
| 2010      | в  | Прикрий мене                                   | Cover Me                                                                        | Джонсон                                    |
| 2010      | тф | Податковець                                    | Tax Man                                                                         |                                            |
| 2010      | кф |                                                | VideoDome Rent-O-Rama                                                           | солдат Якийсь-там                          |
| 2010      | кф | Надто швидко                                   | Too Fast                                                                        | Брендон                                    |
| 2010      | ф  | Вечеря з придурками                            | Dinner for Schmucks                                                             | Гендерсон                                  |
| 2010      | кф |                                                | Copyforce                                                                       | Ґевін Клікстрім                            |
| 2010      | с  |                                                | Gigabots                                                                        | д-р Рендалл Парк (1 епізод)                |
| 2009—2010 | с  |                                                | Ikea Heights                                                                    | Джеймс Мелвіль (7 епізодів)                |
| 2010      | в  |                                                | The 41-Year-Old Virgin Who Knocked Up Sarah Marshall and Felt Superbad About It | офіцер поліції Йо-Дупа                     |
| 2010      | с  |                                                | Dumb Professor                                                                  | професор Реймонд Неш (1 епізод)            |
| 2009      | кф | Ісус — мій другий пілот                        | Jesus is My Co-Pilot                                                            | Танк                                       |
| 2009      | с  | Угамуй свій запал                              | Curb Your Enthusiasm                                                            | лікар (1 епізод)                           |
| 2009      | с  | Гері неодружений                               | Gary Unmarried                                                                  | д-р Грінберг (1 епізод)                    |
| 2009      | кф |                                                | 1-900-Drinking-Buddy                                                            | Беррі                                      |
| 2009      | с  |                                                | The Straight A's of Greendale                                                   | Броді Лейц                                 |
| 2009      | кф |                                                | Donation                                                                        | безпритульний                              |
| 2009      | ф  | Дорога до вівтаря                              | Road to the Altar                                                               | Франсуа                                    |
| 2009      | с  |                                                | The Food                                                                        | Воллес                                     |
| 2009      | кф | Лохина                                         | Blueberry                                                                       | Білл                                       |
| 2009      | с  |                                                | Super Fetus                                                                     | Обличчі зі шрамом (1 епізод)               |
| 2008—2009 | с  |                                                | Water and Power                                                                 | офіціант / лікар (4 епізоди)               |
| 2008      | тф | Апостоли                                       | The Apostles                                                                    | Еттінгер                                   |
| 2008      | тф |                                                | Zip                                                                             | пан Ю                                      |
| 2008      | с  | Ілай Стоун                                     | Eli Stone                                                                       | Кріс Кім (1 епізод)                        |
| 2008      | с  | Програма Сари Сільверман                       | The Sarah Silverman Program.                                                    | помічник-монгол (1 епізод)                 |
| 2008      | ф  | Крилаті істоти                                 | Winged Creatures                                                                | резидент                                   |
| 2008      | ф  | Фікс                                           | Fix                                                                             | Сем                                        |
| 2008      | с  | Ай-Карлі                                       | iCarly                                                                          | пан Палладіно (1 епізод)                   |
| 2007      | с  | Мертва справа                                  | Cold Case                                                                       | Менні Кім із 2007 (1 епізод)               |
| 2007      | кф | Рух                                            | The Move                                                                        |                                            |
| 2007      | кф | Нуль до шістидесяти                            | Zero 2 Sixty                                                                    | агент ФБР                                  |
| 2007      | тф | Мирське володіння                              | Worldly Possession                                                              |                                            |
| 2007      | кф |                                                | Die Hardly Working                                                              | лиходій                                    |
| 2007      | с  |                                                | Nick Cannon Presents: Short Circuitz                                            | 3 епізоди                                  |
| 2006—2007 | с  |                                                | MADtv                                                                           | різні ролі (3 епізоди)                     |
| 2007      | ф  |                                                | Universal Remote                                                                | хворий чоловік / батько-азіат              |
| 2006—2007 | с  | Зухвалі і красиві                              | The Bold and the Beautiful                                                      | лікар «швидкої» (2 епізоди)                |
| 2007      | кф | Мій власний приватний танець живота            | My Own Private Belly Dancer                                                     | Джеремі                                    |
| 2006      | ф  |                                                | The Achievers                                                                   |                                            |
| 2006      | с  |                                                | Dr. Miracles                                                                    | Доктор Миракль                             |
| 2006      | кф |                                                | Dr. Miracles                                                                    | Доктор Миракль                             |
| 2006      | кф | Новий рік                                      | New Year                                                                        |                                            |
| 2006      | с  | Чотири королі                                  | Four Kings                                                                      | офіціант Пет (1 епізод)                    |
| 2005      | ф  |                                                | American Fusion                                                                 | Джош                                       |
| 2005      | с  | Доктор Хаус                                    | House M.D.                                                                      | Бред (1 епізод)                            |
| 2005      | ф  | Непідключений Вілл                             | Will Unplugged                                                                  | Кевін                                      |
| 2005      | кф |                                                | Slur                                                                            | Він Лю                                     |
| 2004      | с  | Швидка допомога                                | ER                                                                              | Йон Чо Пак (1 епізод)                      |
| 2004      | с  |                                                | ABC/TTV Micro-Mini Series                                                       |                                            |
| 2004      | с  | Псевдонім / Шпигунка                           | Alias                                                                           | корейський солдат (1 епізод)               |
| 2003      | кф | Дракон кохання                                 | Dragon of Love                                                                  | Джоел                                      |
| 2003      | с  | Лас-Вегас                                      | Las Vegas                                                                       | Джаспер (1 епізод)                         |
| 2003      | с  | Ріно 911!                                      | Reno 911!                                                                       | поштар (1 епізод)                          |
| 2003      | с  |                                                | Fastlane                                                                        | Восьминіг (1 епізод)                       |

### Музичні відео
| Рік  | Назва      | Виконавець | Примітка             |
| ---- | ---------- | ---------- | -------------------- |
| 2015 | Phenomenal | Eminem     | Роль — водій ніссану |

### Продюсер, режисер, сценарист
| Рік  |    | Українська назва     | Оригінальна назва     | Роль                         |
| ---- | -- | -------------------- | --------------------- | ---------------------------- |
| 2020 | с  | Труднощі асиміляції  | Fresh Off the Boat    | режисер (1 епізод)           |
| 2019 | ф  |                      | Always Be My Maybe    | продюсер, сценарист          |
| 2016 | с  | Цього не трапляється | This Is Not Happening | сценарист (1 епізод)         |
| 2013 | с  | Малюк-менталіст      | Baby Mentalist        | сценарист                    |
| 2012 | кф | Коли вам буде зручно | At Your Convenience   | сценарист                    |
| 2012 | с  |                      | YOMYOMF Short List    | сценарист                    |
| 2011 | ф  |                      | Our Footloose Remake  | режисер, сценарист           |
| 2010 | с  |                      | Dumb Professor        | режисер, сценарист           |
| 2009 | с  |                      | The Food              | режисер, сценарист           |
| 2009 | кф | Лохина               | Blueberry             | сценарист                    |
| 2006 | с  |                      | Dr. Miracles          | режисер, сценарист           |
| 2006 | кф |                      | Dr. Miracles          | продюсер, режисер, сценарист |
| 2005 | ф  |                      | American Fusion       | сценарист                    |

## Нагороди та номінації
| Рік  | Премія                      | Номінація                               | Результат | Дж. |
| ---- | --------------------------- | --------------------------------------- | --------- | --- |
| 2016 | Вибір телевізійних критиків | Найкращий актор комедійного телесеріалу | Номінація |     |
| 2017 | Вибір телевізійних критиків | Найкращий актор комедійного телесеріалу | Номінація |     |